# Paris Memorandum of Understanding
Het Paris MoU (Paris Memorandum of Understanding) is tot stand gekomen in 1982. Het is een  organisatie die bestaat uit 27 deelnemende maritieme administraties en heeft betrekking tot de wateren van de Europese kuststaten en het Noord-Atlantisch bekken van Noord-Amerika naar Europa.
De huidige lidstaten van ParisMoU zijn:
België, Bulgarije, Canada, Kroatië, Cyprus, Denemarken, Estland, Finland, Frankrijk, Duitsland, Griekenland, IJsland, Ierland, Italië, Letland, Litouwen, Malta, Nederland, Noorwegen, Polen, Portugal, Roemenië, de Russische Federatie, Slovenië, Spanje, Zweden en het Verenigd Koninkrijk.
Na het ontstaan was ParisMoU een zelfstandige organisatie, maar sinds het ontstaan van het Europees Agentschap voor maritieme veiligheid (EMSA) in 2002 is ParisMoU meer en meer verweven in de Europese Unie. Landen die geen lid zijn van de EU: Rusland, Kroatië, Noorwegen, IJsland en Canada vormen de grootste problemen. De Europese Unie kan namelijk geen wetten opleggen aan deze lidstaten en dus ook geen wetten die handelen rond havenstaatcontrole. Het nieuwe inspectieregime wordt bindend gemaakt voor niet-EU-lidstaten door het 31ste amendement dat werd bijgevoegd aan het Memorandum of Understanding.

## Doel
Het doel is om de werking van schepen die niet volledig voldoen aan de internationale vereisten te elimineren door middel van inspecties via een geharmoniseerd systeem van havenstaatcontrole.

## Inspecties
Jaarlijks worden meer dan 18.000 inspecties uitgevoerd aan boord van buitenlandse schepen die in de havens van de deelnemende lidstaten van ParisMoU aanmeren. Deze inspecties moeten ervoor te zorgen dat deze schepen voldoen aan de internationale veiligheid, beveiliging, milieunormen en de vereisten voor de leef- en werkomstandigheden van de bemanning.

## Verantwoordelijkheden
Het uitgangspunt van het ParisMoU is dat de eerste verantwoordelijkheid voor de naleving van de gestelde eisen die werden vastgelegd in de internationale maritieme verdragen ligt bij de reder of degene die het schip chartert. De verantwoordelijkheid voor het waarborgen van die naleving blijft bij de vlaggenstaat.